# A Girl Called Cerveza
A Girl Called Cerveza – piętnasty album studyjny niemieckiego zespołu thrash metalowego Tankard. Wydawnictwo ukazało się 27 lipca 2012 roku nakładem wytwórni muzycznej Nuclear Blast Records. Nagrania zostały zarejestrowane między marcem a kwietniem 2021 roku w Studio 23 we Frankfurcie. Do tytułowego utworu nakręcono teledysk. 

## Lista utworów
Opracowano na podstawie materiału źródłowego.
1. "Rapid Fire (A Tyrant's Elegy)" - 5:12
2. "A Girl Called Cerveza" - 4:14
3. "Witch Hunt 2.0" - 5:42
4. "Masters of Farces" - 4:08
5. "The Metal Ladyboy" - 4:59
6. "Not One Day Dead (but Mad One Day)" - 4:01
7. "Son of a Fridge" - 5:53
8. "Fandom at Random" - 5:28
9. "Metal Magnolla" - 5:07
10. "Running on Fumes" - 5:15

## Twórcy
Opracowano na podstawie materiału źródłowego.

- Frank Thorwarth - gitara basowa
- Andreas "Gerre" Geremia - śpiew
- Olaf Zissel - perkusja
- Andy Gutjahr - gitara
- Doro Pesch - gościnnie śpiew (w utworze 5)
- Michael Mainx - gościnnie gitara akustyczna (w utworach 7, 10), produkcja miksowanie
- Patrick Strogulski - okładka
- Andy Boulgaropoulos - tekst do utworu 2
- Sascha Bühren	- mastering